# 洛基特卡
48°52′53″N 25°1′9″E / 48.88139°N 25.01917°E
洛基特卡（烏克蘭語：Локітка），是烏克蘭西部的村莊，隸屬伊萬諾-弗蘭科夫斯克州的伊萬諾-弗蘭科夫斯克區。該村始建於1458年，面積3.44平方公里，2001年人口591，人口密度每平方公里171.6人。